# Schefflera urdanetensis
Schefflera urdanetensis är en araliaväxtart som beskrevs av Adolph Daniel Edward Elmer. Schefflera urdanetensis ingår i släktet Schefflera och familjen araliaväxter. Inga underarter finns listade.